# Колобов Олексій Борисович
Олексі́й Бори́сович Ко́лобов (англ. Oleksii Kolobov, народився 3 липня 1975 р. в м. Новосибірськ, Сибір) — український фотограф (працює переважно з чорно-білими світлинами. Основні жанри — портрет і пейзаж) та письменник (оповідки, оповідання).

## Життєпис
Цей майстер світопису має не лише своєрідне відчуття тіней, а й самобутню фотобіографію. Закінчивши 1992 року загальноосвітню школу в м. Ізяслав (Україна), він навіть не мріяв стати фотографом чи будь-яким іншим чином пов'язати своє майбутнє з образотворчим мистецтвом. Хоча в середніх і старших класах Олексій регулярно відвідував місцевий фотогурток, а свій вільний час присвячував малюванню.
З 1992 до 1999 року закінчив військовий виш, а далі — служба у війську. 2000 року полишив службу та переїхав до Києва. І лише 2008 року у 33-річному віці вдруге взяв до рук фотокамеру та з ентузіазмом поринув у роботу. Став активним учасником конкурсів та виставок.
2008 року взяв участь у колективній виставці в рамках фотоконкурсу «Обличчя рідної землі» під патронатом Партії зелених (Німеччина, Сонячний центр).
Цього ж року друкувався в пілотному номері журналу SNOB. Тоді ж розпочав свій перший фотопроєкт «Історії Аварійного містечка». До проєкту він буде час від часу повертатися, аж допоки Аварійне містечко не почнуть зносити.
2009 року фоторобота Олексія ввійшла до списку високо оцінених членами журі на конкурсі «Чорно-білі портрети» Moscow Museum of Modern Art.
2009 року став фіналістом другого етапу фотоконкурсу EPSON «Моя краща фотографія, 2009» (категорії «Портрет»).
2010 року переміг у номінації «Заохочувальні призи» в конкурсі EPSON «Моя краща фотографія, 2009», вибір Олександра Лапіна.
2010 року фотографа запросили взяти участь у колективній фотовиставці на виставкових майданчиках мережі кінотеатрів «Баттерфляй» (м. Київ, Україна).
2010 року відбулася колективна виставка в рамках фотоконкурсу EPSON «Моя краща фотографія, 2009» (галерея «Марс», м. Москва, Росія).
Олексій брав активну участь у житті київської фотоспільноти, організовував фотопленери та декілька зустрічей фотоаматорів й однодумців.
2011 року відбулася перша персональна виставка автора «Цитати в фотографіях», куди його запросили організатори ACADEMY OF PHOTOGRAPHY BULGARIA YANKA KYURCHEVA в рамках проєкту MONTH OF PHOTOGRAPHY (галерея ZoomBox Center м. Софія, Болгарія).
2011 рік ознаменувався персональною виставкою «Цитати в фотографіях» (ХУДОЖНЯ ГАЛЕРЕЯ РУСІ КАРАБІБЕРОВ, м. Нова Загора, Болгарія).
Цього ж року Колобов розпочав два нових фотопроєкти: «Хлопчаки» (робоча назва «Їжак») і «Українське село».
Подав на розгляд кураторів UGallery, USA декілька своїх робіт. Згодом відбувся перший продаж його світлини як об'єкта образотворчого мистецтва. Один з кураторів дав такий відгук про його роботи: «Alexey is able to emphasize the full color of life even in black and white», Kurt Yalcin (Олексій здатний підкреслити повний колір життя навіть у чорно-білому).
2012 року він майже не фотографував, зрідка вибирався на природу, щоб зробити декілька пейзажів. Саме цього року було зроблено серію світлин на Червоногоро́дському (Джу́ринському) водоспа́ді та неподалік водоспаду Гук.
Восени фотограф скаржився, що нічого не розуміє у світлописі: «Що я розумію в фотографії? За великим рахунком — нічого. Все що я вмію, то це милуватися світлом, його генієм художника. Спостерігати за тим, як воно вимальовує, виявляє та акцентує увагу на предметах, людях, надає їм об'єму, глибини, життя. Вихоплює з тіней постаті, обриси, силуети. Надає можливість бачити та відчувати настрій, емоції, рухи та спокій. Я захоплений спостерігач, здивований та вражений майстерністю пензля найдивовижнішого митця — світла. Я вдячний глядач, з фотокамерою та сподіваннями зафіксувати миттєвості цього дивовижного, нескінченого спектаклю під назвою Світлопис. Людина сповнена бажання стати учасником цього дійства, наблизитись до суті зображення, до таїнства його створення».
Попри своє самоусунення від фотографування та спілкування з фотоспільнотою зі вдячністю надсилав свої роботи організаторам виставок та відвідував відкриття деяких із них, давав інтерв'ю.
2012 рік — персональна виставка «Українське Село» (Івано-франківський обласний художній музей, м. Івано-Франківськ, Україна).
2012 рік — персональна виставка «Українське Село» (Музей Гетьманства, м. Київ, Україна).
2012 рік — персональна виставка «Українське Село» (художня галерея Русі Карабіберов, м. Нова Загора, Болгарія).
2012 рік — персональна виставка «Українське Село» (Культурний центр армії, м. Варна, Болгарія).
2012 рік — колективна виставка «Радості літа» (галерея «Соборна», м. Київ, Україна).
2012 рік — персональна виставка «Українське Село» (Софійський університет св. Климента Охридського, м. Софія, Болгарія).
2013 року фотографа запросили до UAPF (Ukrainian Association of Professional Photographers). Здається, що до нього повернулось натхнення і він розпочав серію робіт у Замку Радомисль та пробував знімати продовження проєкту «Хлопчаки».
2013 року пройшла ще одна його персональна виставка «Українське село» в почесному консульстві України в Болгарії (м. Пловдив, Болгарія).
Цього ж року відбулась колективна виставка в рамках As part: 21st INTERNATIONAL BIENNIAL OF HUMOUR AND SATIRE IN THE ARTS — GABROVO 2013 (MUSEUM HOUSE OF HUMOUR AND SATIRE, м. Габрово, Болгарія).
2014 року Колобов переїхав з сім'єю за місто і взагалі не фотографував. Він був упевнений, що більше не повернеться до світлопису. Фотографію називав навіженою і примхливою жінкою та стверджував: «Натхнення  —це щось дуже близьке до кохання. Недостатньо бачити і відчувати. Недостатньо любити. Потрібно бути коханим».
2014 року відбулася чергова персональна виставка «Ukrainian Village» (ART GALLERY, Radnevo, Bulgaria). Цього ж року друкувався в серпневому номері «Жіночого Журналу».
2015 року став учасником колективної фотовиставки «Fragile Independence» (Ukraine Aid, 154 Holland Park Avenue, London, United Kingdom).
2015 року Олексій Колобов учергове повернувся до світлопису і розпочав проєкт «У куряві тіней», де співпрацював з сучасними художниками та музеями Києва. Одна зі зйомок відбулася в НАОМА (Національна академія образотворчого мистецтва і архітектури), ще одна в Архіві-Музеї літератури і мистецтва, решта (а це переважна більшість) зйомок відбувалась у Домі Листовничого.
На початку 2016 року автор продовжив зйомки для проєкту «Українське село». Цього ж року починає писати оповідки та оповіді, для своїх фотопроєктів.  
2017 року фотозйомки не здійснювались.
2019 автор пише декілька оповідань та оповідок ("Клятий веселик", "Крижень (Дика качка)", "Клин" та інші) для проєкту "Українське село. Оповідки", і у співпраці з художницею по костюмах Наталкою Гончарук проводять декілька фотозйомок для згаданого проєкту. Цього ж року були написані такі твори, як "Старий і пес", "Білий будинок", "Котенята на подушках" та інші.
2020 року починає працювати над твором "Минь", який закінчить лише 2022 р. Пише оповідки "Рожевий цвіт", "Шоу", "Лютий", "Янголи" та інші. Працює з природним світлом у приміщенні, багато фотографує сучасний натюрморт. Деякі натюрморти продаються на "Сіль - Соль". Отримує позитивні відгуки щодо своїх фоторобіт від галериста Євгенія Карася.
2021 рік - автор майже не приділяє час світлопису та літературі. Проводить декілька зйомок натюрмортів та пише декілька оповідань.
2022 рік - починає працювати над збіркою оповідань про пригоди хлопчаків "Заславська партія. Піжмурки в померках літньої ночі". Закінчує писати оповідання "Минь" та пише оповідки й оповідання поза згаданою збіркою, такі як "Мандри", "Білий пес", "Мрич", "Павоть", "Скуготіння" та інші. Приділяє увагу оповідям про життя під час війни. Світлопису увагу не приділяв. 
2023 року починає співпрацювати з літературною агенцією OVO.    
Нині фотороботи Олексія Колобова зберігаються в приватних та публічних колекціях в Україні, Болгарії, Сполучених Штатах Америки, Росії, Іспанії та Великій Британії.

## Висловлювання
«Мої світлини — це лише віддзеркалення ваших відчуттів».
«Мистецтво твориться саме під час споглядання глядачем твору».
«Насправді фотографа відрізняє від глядача лише можливість натиснути на кнопку затвора фотокамери».
«Світлопис потрібно любити. Не скільки розбиратися в його тонкощах, скільки просто любити».
«Ігноруючи мистецтво, ми втрачаємо здатність, не лише позитивно мислити, а й мріяти».
«Саме поезія світла збуджує мою уяву глядача набагато сильніше, ніж будь-що інше. Зачаровує і полонить».
«Інколи варто бути не лише фотографом, але і глядачем».
«Не потрібно намагатись зрозуміти світлопис, спробуйте його відчути».
«Так, безперечно, мистецтво — це основа, невід'ємна складова свободи людини, нації, країни».
«Глядач — ось, мій найцінніший скарб фотографа».
«Нематеріальна сутність світлопису, ось, що є основною складовою світлини».
«Лише глядацька уява робить вас митцем».
«Насамперед я працюю зі світлом, решта — вторинне, або ж взагалі не має значення».
«Я вірю в силу історії так само щиро як і в силу світла».
«Саме Почуття є паливом Мистецтва».
«Інколи цінність, саме в безцінності предмету, вчинку, почуття чи людини».
«Світлопис, як і музика, не потребують перекладачів. Гадаю, час новітнього, безконцептуального, вільного від пояснень, але наповненого почуттями мистецтва вже не такий і далекий».
«Саме уява робить Вас фотографом, тому що ваші світлини робить світло».
«Для мене Глядач є співавтором, причому, не менш важливим, ніж саме Світло».
«Безперечно, мистецтво є основною ознакою людяності суспільства».
«Первинність зображення в світлописі для мене є такою ж природною як і віра в Бога».
«Світлопису не можливо навчитись, його можна лишень побачити».
«Світлопис — це щось поміж двох світів, матеріального і духовного. Десь між розумінням і почуттями».
«Мистецтво — це прояв усвідомлення, що саме почуття та відчуття є суттю життя».
«Смак, не є талантом, чи генієм. Смак, це те, що людина розвиває завдяки середовищу, або ж всупереч йому. І третього просто не існує».
«Можливість пошуку краси вже саме по собі нагорода».

## Галерея

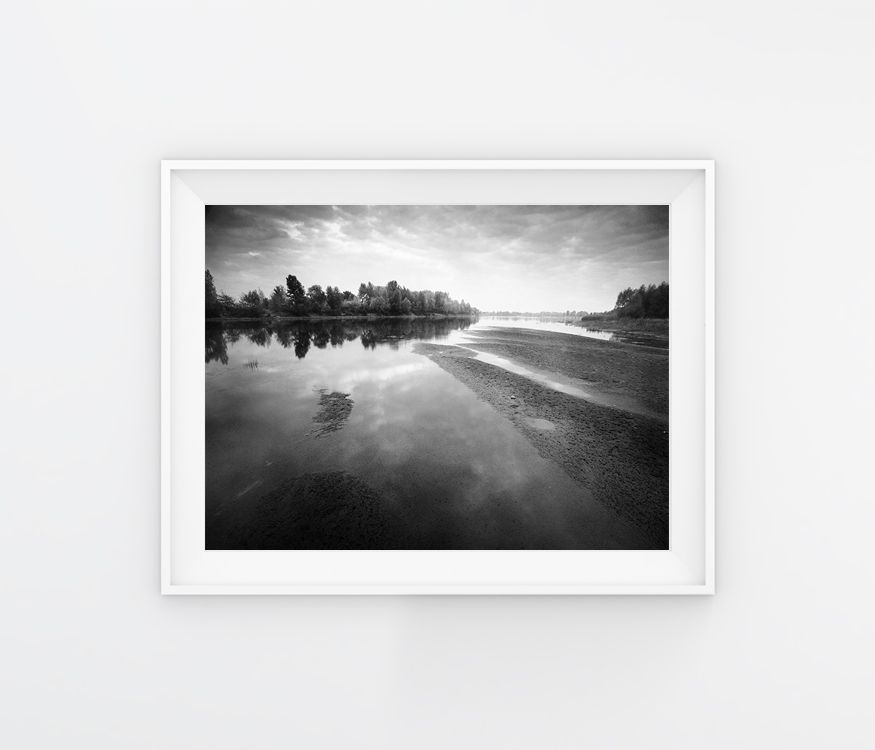
Берег річки Десна, пізня осінь 2009 року, с. Осещина
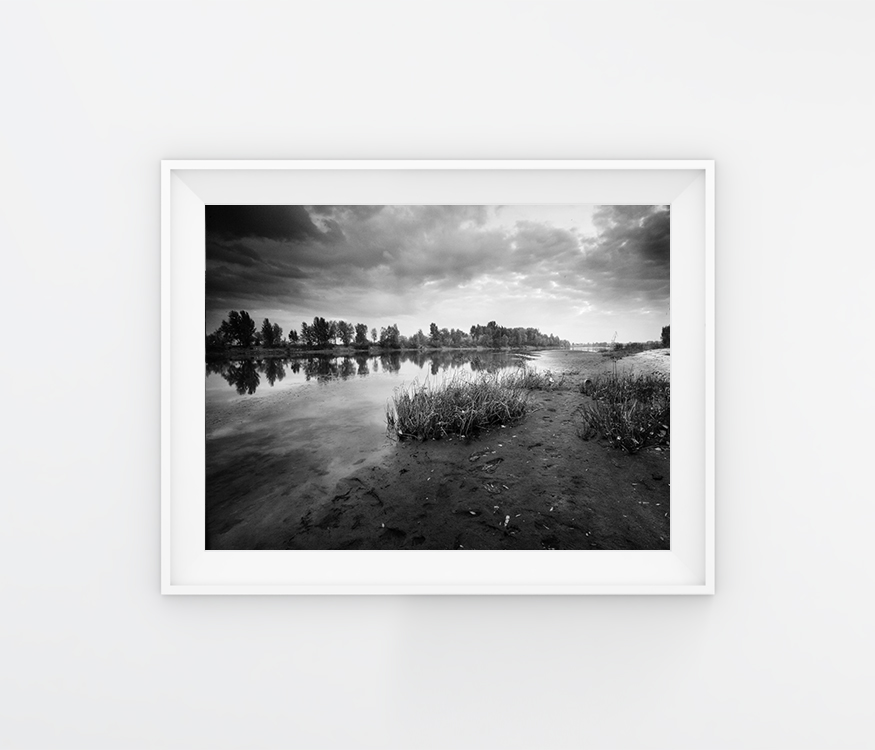
Річка Десна, піщаний берег, 2009 р., с. Осещина
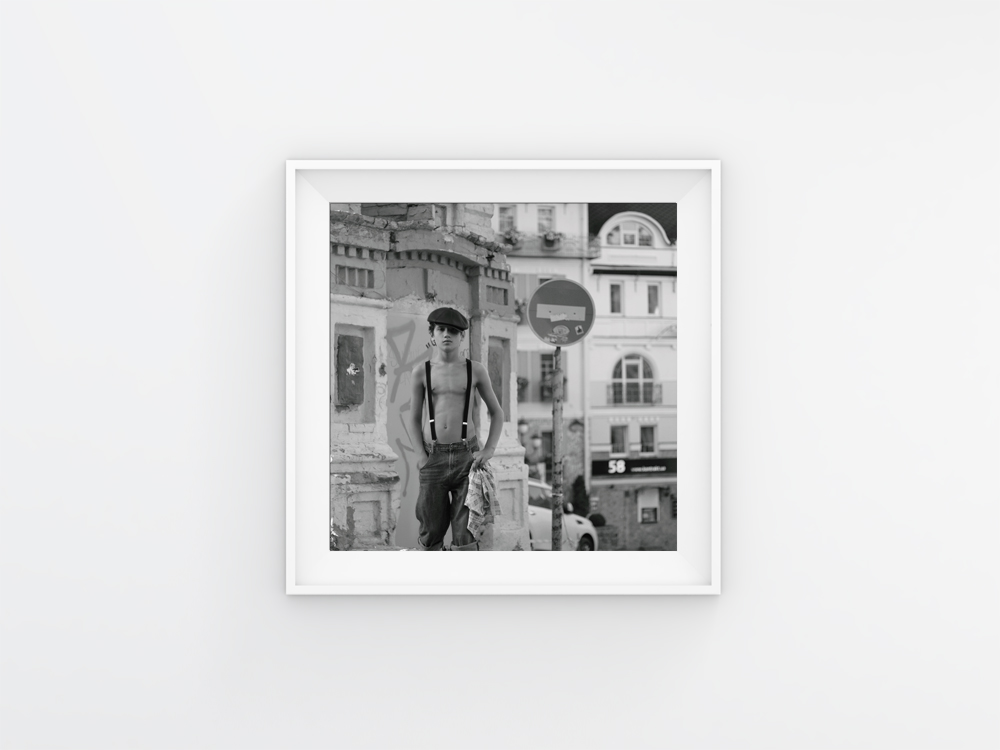
Вхід заборонено, 2011 р., Київ
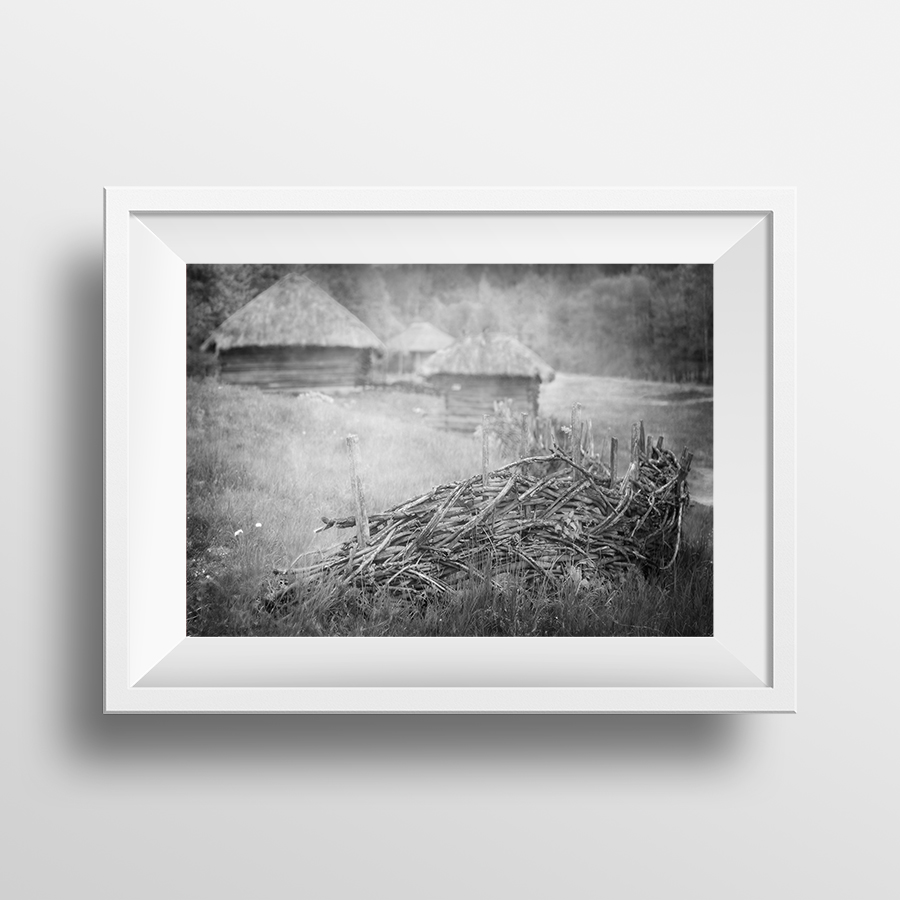
Край села, 2011 р., Київ
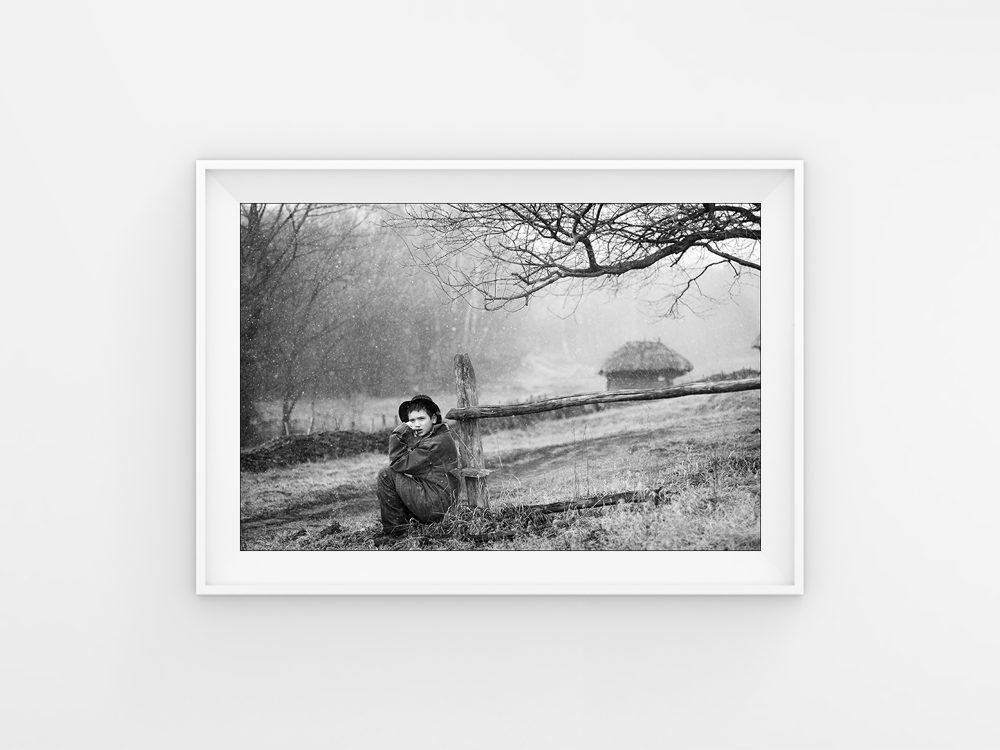
Весняний сніг, 2011 р., Київ
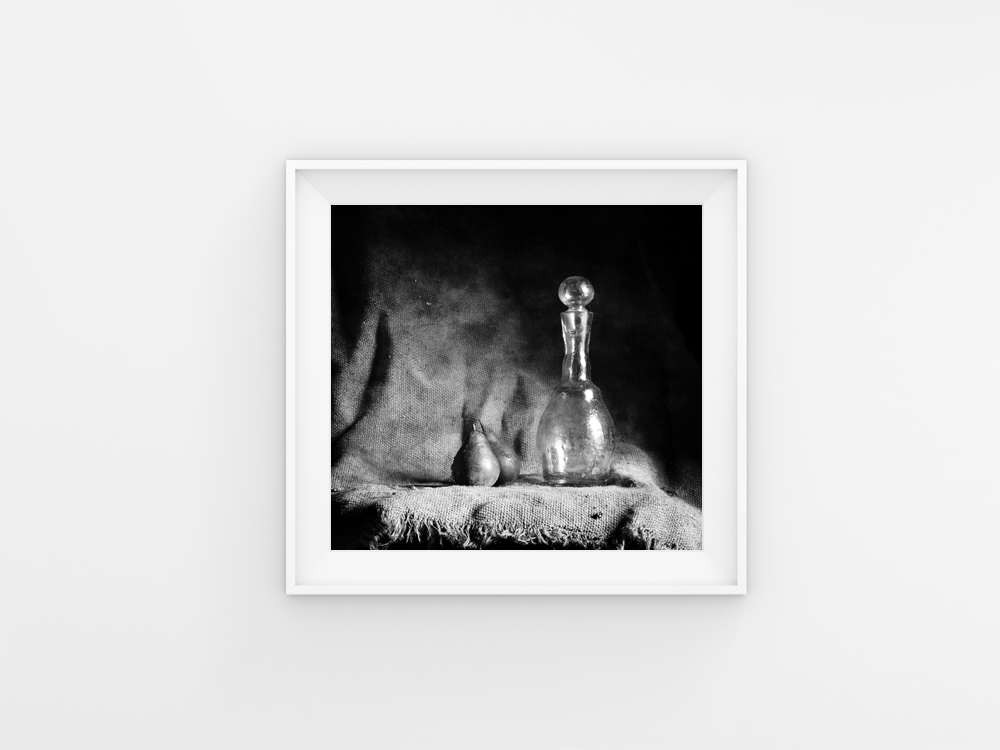
Карафа з грушами, 2009 р., Ізяслав
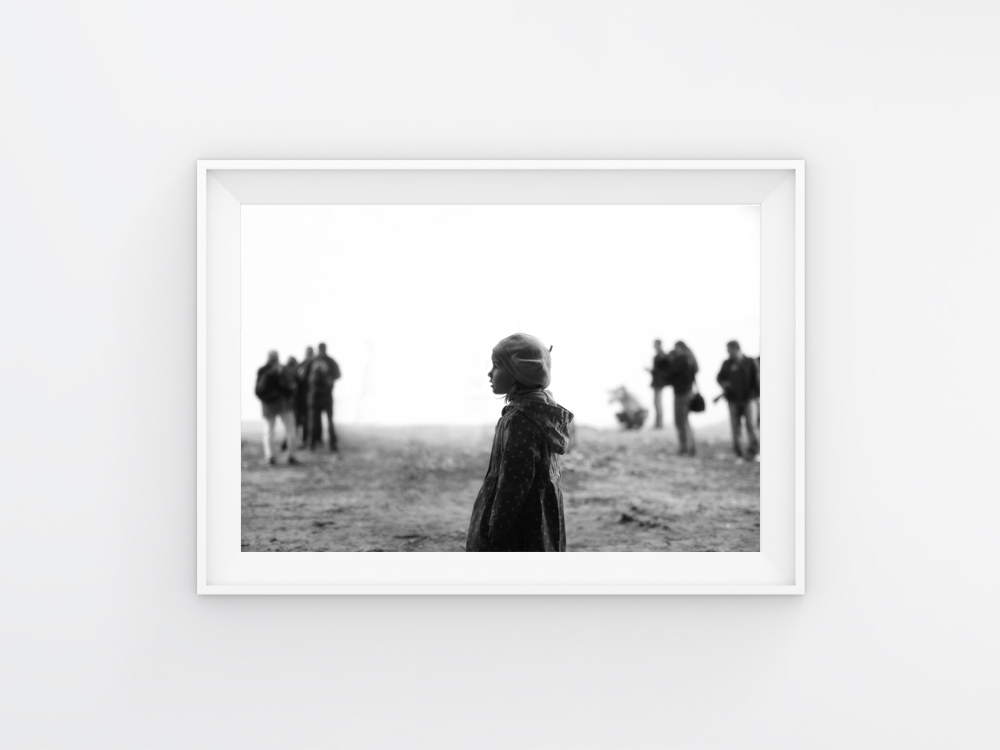
Фотографи, 2011 р., Київ
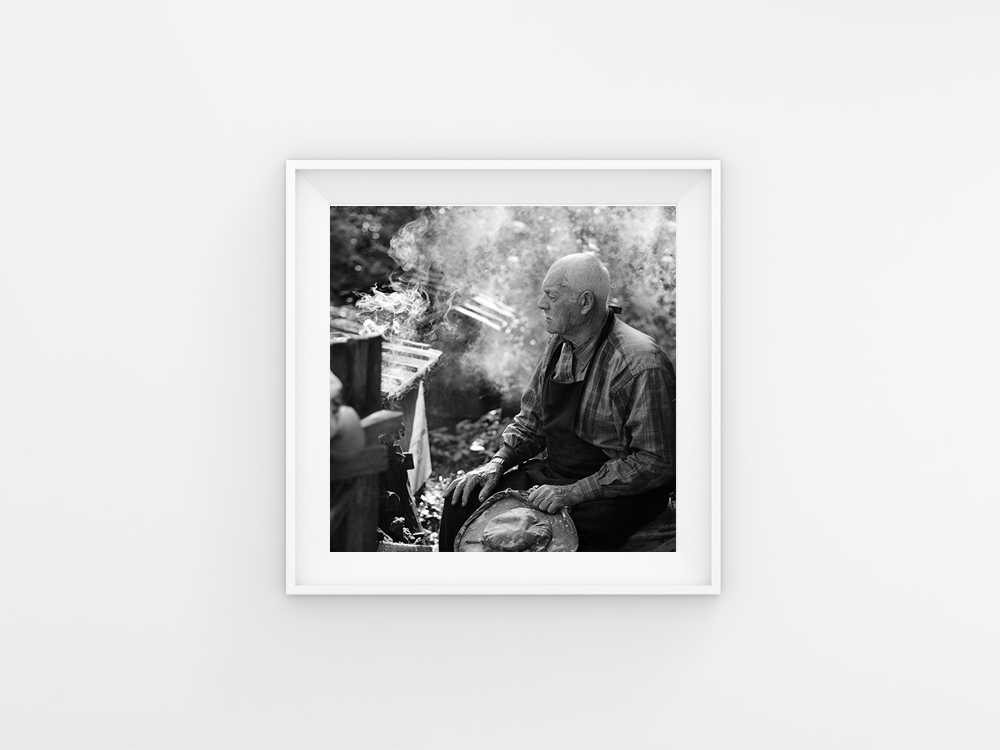
Пасічник, 2009 р., Ізяслав